# Parque forestal de Bratislava
Parque forestal de Bratislava (en eslovaco: Bratislavský lesný park) es un "parque forestal" (en realidad un bosque) en Bratislava, en el país europeo de Eslovaquia, situado en las estribaciones de los Pequeños Cárpatos. El parque es administrado por los Bosques de la Ciudad de Bratislava, una organización sin fines de lucro.
El parque tiene una superficie de 27,3 km² (10,54 km²), de los cuales el 96% está cubierto de bosques, y el resto se compone de prados, aguas y zonas urbanizadas. El parque contiene una abundante y diversas  fauna y flora, incluyendo culebras, cangrejos de piedra, el tejón europeo, zorros, muflones, arces, y saúcos. El río Vydrica se origina en territorio del parque.